# Unn Harsem
Unn Kajsa Eleonora Harsem, född 17 januari 1984 i Karlskoga församling, Örebro län, är en svensk politiker (centerpartist) bosatt i Uppsala. Hon är sedan februari 2022 är regionråd för Centerpartiet i Region Uppsala. 
Sedan hösten 2022 är Harsem även regionstyrelsens förste vice ordförande och ordförande för Regionala utvecklingsnämnden.